# Trachea intensiva
Trachea intensiva là một loài bướm đêm trong họ Noctuidae.